# АСТ (издательство)
Издательская группа «АСТ» — одно из двух крупнейших издательств России (наряду с Эксмо), занимающее лидирующие позиции на российском книжном рынке. Является универсальным издательством: издает книги практически всех жанров для самой широкой аудитории. Это интеллектуальная и развлекательная литература, русская и зарубежная классика, учебники и учебные пособия, прикладные книги. Издательство выпускает более 40 млн экземпляров книг в год и объединяет сильнейшую в стране редакционную команду. Центральный офис издательства расположен в г. Москва, Деловой комплекс «Москва Сити», башня «Империя». Ежемесячно из печати выходит более 500 новых книг. Среди авторов издательства — писатели с мировым именем Стивен Кинг, Пауло Коэльо, Дэн Браун, Анна Гавальда, Донна Тартт, Нил Гейман, Сьюзен Коллинз, Харпер Ли, Пола Хокинс, Энди Вейер, Джеймс Дэшнер, Джордж Мартин, Эрих Мария Ремарк, Джордж Оруэлл, Герберт Уэллс; а также популярные российские авторы: Борис Акунин, Дмитрий Глуховский, Людмила Улицкая, Сергей Лукьяненко, Владимир Познер, Эдвард Радзинский, Гузель Яхина, Ольга Узорова, Сергей Тармашев, Елена Михалкова, Михаил Харит и многие другие.

## История
Основано в 1990 году как ТКО «АСТ». В конце 1980-х Андрей Герцев задумал открыть собственную книгоиздательскую фирму. К этой идее он пришёл в процессе собирания собственной библиотеки. Андрей занялся изучением издательского бизнеса. Несколько лет по выходным он уезжал в Ригу и Вильнюс на собрания Клуба книголюбов. В 1990 году Андрей Герцев, Сергей и Татьяна Деревянко открыли ТКО (творческое кооперативное объединение) «АСТ». Аббревиатура «АСТ» сложилась из имён основателей фирмы. Также в работе кооператива принял участие Яков Хелемский. Поначалу фирма занималась торговлей, а издавать книги начала с 1992 года. Одними из первых в «АСТ» вышли романы Роберта Ладлэма, Александра Дюма, Гарольда Роббинса, а также книги по мотивам сериалов «Богатые тоже плачут» и «Рабыня Изаура». В 1993 году по решению учредителей ТКО «АСТ» разделилось на две части: фирму «АСТ» возглавил Андрей Герцев, а в «АСТ-Пресс» ушли Сергей и Татьяна Деревянко.
В 2003 году Андрей Герцев стал учредителем издательства «Астрель-СПб», которое в основном занимается художественной и детской литературой. Ежемесячно «Астрель-СПб» выпускает около 30 книг. «Астрель-СПб» является учредителем или соучредителем ряда литературных премий и конкурсов, в частности, литературной премии «Рукопись года». Премия вручается начинающим авторам, ещё не имеющим публикаций.

К 2005 году «АСТ» стала одной из крупнейших издательских фирм России. В 2008 году «АСТ» приобрела «Аванту+» — лидера в сфере выпуска энциклопедий. Стоимость сделки оценивается в диапазоне от $4 млн до $10 млн.

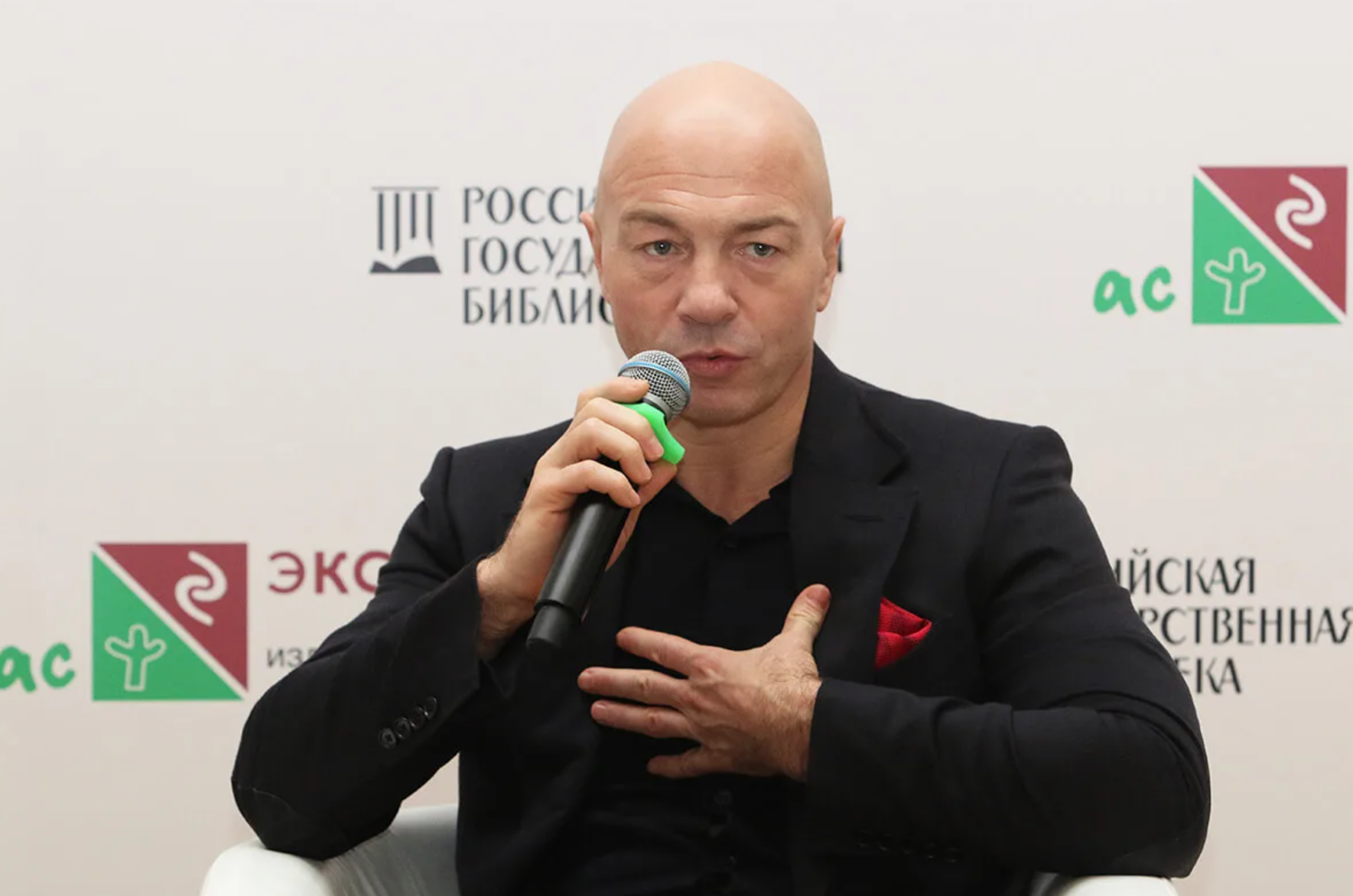
О. Е. Новиков

В группу АСТ до момента слияния с Издательской группой ЭКСМО входило более ста компаний, владельцем большей их части являлся кипрский офшор «Advanced Achievement Books Publishers Ltd.», а он, в свою очередь, принадлежит физическим лицам Андрею Герцеву, Якову Хелемскому (по 33,35 %), Олегу Бартеневу, Игорю Феоктистову (по 9,52 %), Юрию Хацкевичу (9,51 %) и Юрию Дейкало (4,75 %). Обороты компании не раскрываются, по оценкам конкурентов, выручка группы за июнь 2010 — июль 2011 года составила 5,7 млрд рублей. С начала июня 2012 года издательский бизнес «АСТ» выкупил Новиков Олег Евгеньевич, который в свою очередь является акционером и Президентом издательства «Эксмо». Объединение двух крупнейших издательств России привело к упрочнению их позиций на книжном рынке и позволило вести более масштабные совместные проекты, которые оказывают влияние на всю издательскую отрасль.
Ещё в 2005 году издательству «АСТ» предъявлялось обвинение в неуплате налогов на сумму 100 миллионов долларов. Было возбуждено уголовное дело, когда сотрудники департамента экономической безопасности МВД обнаружили несколько десятков фирм-однодневок, связанных с издательской группой.
В марте 2012 года стало известно о том, что налоговые органы по итогам проверок доначислили компаниям группы «АСТ» НДС и налог на прибыль в сумме 6,68 млрд руб. (с учётом штрафов и пеней), что превышает годовой оборот группы. Налоговые органы обвинили «АСТ» в использовании при перепродаже книг фирм-однодневок, где оседала прибыль, которая затем выводилась из-под налогообложения. Чуть ранее Следственный комитет России возбудил против одной из компаний группы, логистического оператора «Полимикс-центр», уголовное дело по факту уклонения от уплаты налогов в размере 1,5 млрд рублей.
В мае 2007 года издательская группа «АСТ» приобрела издательства «Ультра. Культура» и «У-Фактория».

### Объединение с издательством «Эксмо»
К 2010 году в России сложилась ситуация, когда ведущую роль на издательском рынке играли две крупные компании — «Эксмо» и «АСТ», которые приобрели права на издание книг множества популярных авторов. В 2012 году издательской группе «АСТ» по итогам налоговой проверки были предъявлены иски на общую сумму в 6,7 миллиардов рублей. Некоторые подразделения компании объявили о банкротстве. Тогда Олег Новиков заявил о возможной покупке «АСТ» через несколько лет (в том случае, если будут предприняты антикризисные меры). В июне 2012 года он сообщил о получении опциона на контроль над издательством АСТ. Фактически произошло слияние двух крупнейших в стране издательских компаний. На издательскую группу «Эксмо-АСТ» на тот момент приходилось около 25 % рынка, а в художественной и публицистической литературе, по некоторым оценкам, до 70 %. Даже по отдельности «Эксмо» и «АСТ» вошли в число 50 крупнейших издательств мира.
В те же годы Олег Новиков пробовал усилить свои позиции в сегменте детской литературы. Он планировал купить крупнейшего игрока, издательство «Просвещение», но его опередила «Олма Медиа Групп». В 2014 году были приобретены издательство «Дрофа» (ориентировочная цена сделки — 2,5 миллиарда рублей) и «Вентана-Граф». В 2017 году в составе издательской группы «Эксмо — АСТ» появилась корпорация «Российский учебник», контролировавшая примерно 30 % рынка учебной литературы. Однако осенью 2019 года стало известно, что ведутся переговоры о продаже корпорации; причиной тому стала, по словам Новикова, непрозрачная политика регулятора — российского государства. «Российский учебник» был куплен за шесть миллиардов рублей компанией «Руститанинвест», принадлежащей Алексею Кисину.

## Организационная структура

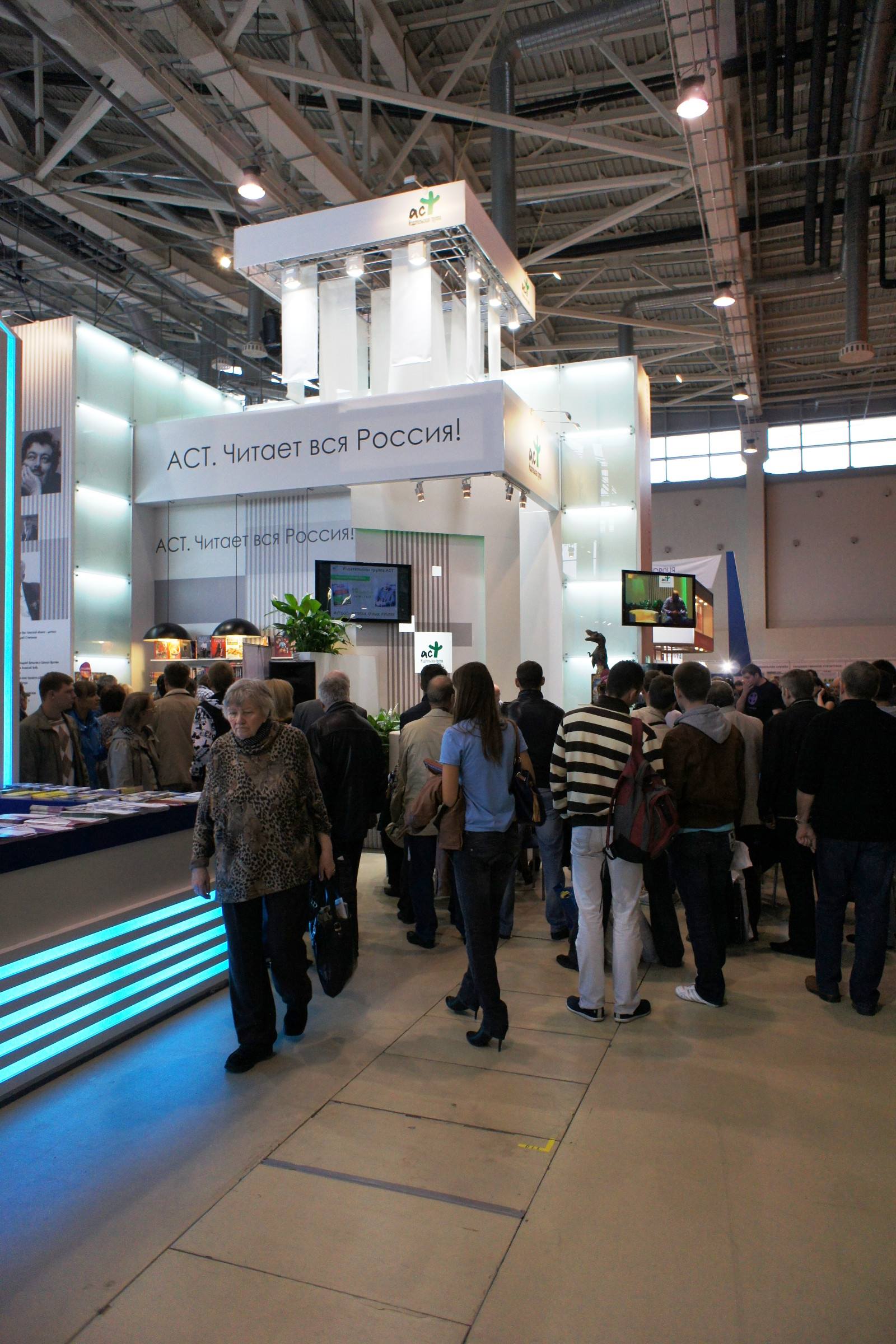
Московская международная книжная выставка-ярмарка 2011. Павильон АСТ.

Издательство «АСТ» является частью издательской группы «Эксмо-АСТ», в которой две основных составляющих независимы друг от друга и даже конкурируют между собой. Наряду с ними в группу входят издательства «Манн, Иванов и Фербер», сеть «Читай город — Буквоед», Литрес и много других компаний разноплановой направленности. Частью холдинга являются также интернет-магазин book24, сеть дистрибуции, включающая девять региональных центров и два магазина Cash&Carry.
В 2021 году издательская группа Эксмо-АСТ приобрела у Александра Мамута контроль над издательской группой «Азбука-Аттикус» и книжный издательско-полиграфический комплекс «Парето-Принт», который считается одним из самых высокотехнологичных и экологически безопасных полиграфических предприятий, построенных в России за последние 20 лет.
По состоянию на 2021 год Издательская группа «Эксмо-АСТ» — это крупнейший в России вертикально интегрированный издательский холдинг полного цикла.
Новиков Олег Евгеньевич является Президентом и контролирующим акционером издательской группы «Эксмо-АСТ». Должность генерального директора издательства «АСТ» занимает Татьяна Горская.

## Импринты
В структуру издательства входит несколько редакций-импринтов (брендов):
Художественная литература
- Corpus
- Mainstream
- Neoclassic
- Астрель СПБ
- Жанры
- ИД «Ленинград»
- Редакция Елены Шубиной

Детская литература
- Аванта+
- Астрель
- Малыш
- Планета знаний

Прикладная литература
- Lingua
- Времена
- Кладезь
- Прайм-Еврознак

## Серии издательства

### Книжные серии

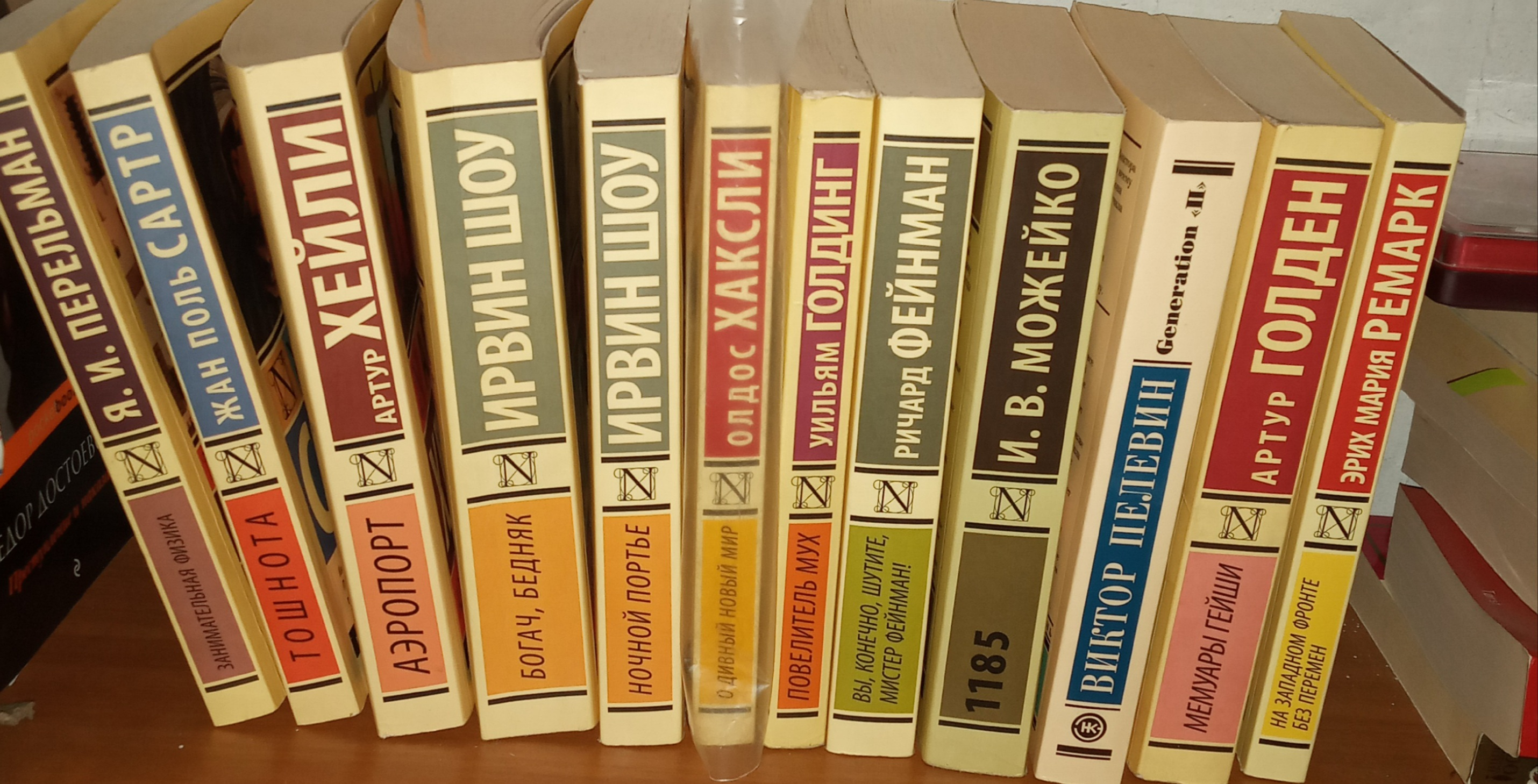
Книги серии «Эксклюзивная классика» издательства АСТ.

- «Альтернатива» — детективы, фантастика
- «Библиотека мировой фантастики»
- «Эксклюзивная классика»
- «Зачарованные»
- «Звёзды мировой философии»
- Путешествия
- «Классики исторической мысли»
- «Интеллектуальный детектив»
- «Ужастики»
- «S.T.A.L.K.E.R.» — с мая 2009 года — фантастика, детектив, боевик
- Книги на иностранных языках для чтения по методу Ильи Франка
- «Откровения ангелов-хранителей»
- Трилогия «Голодные игры»
- «Век Дракона»
- «Легенда об Искателе»
- «Открытие» — Нехудожественные книги
- «Алхимия духа»
- «Высший разум»
- «Криминальный боевик»

## Критика

### Внутренняя цензура
По словам Алекса Керви в 2006—2007 годах в издательстве была введена (после визита сотрудников Госнаркоконтроля) внутренняя цензура: во все редакции АСТ было послано распоряжение немедленно сообщать о подготовке любой прозы определённого содержания (например, о сатанизме) и о книгах, где превалирует насилие и секс. В связи с этим было указано, что в случае конфликта с законом по поводу пропущенной в печать книги недосмотревшие лица будут либо оплачивать все убытки из своего кармана, либо будут уволены.
В декабре 2023 года издательство прекратило распространение книг Бориса Акунина и Дмитрия Быкова. «Публичные заявления писателей, которые вызвали широкий общественный резонанс, требуют правовой оценки. До прояснения ситуации выпуск и отгрузки книг возобновлены не будут», — заявил директор АСТ Павел Гришков. С аналогичным заявлением выступила сеть магазинов «Читай-город — Буквоед».

### Качество изданий
- Издательство «Астрель-СПб» в детском «Букваре» напечатало слово «Мухомор» с орфографической ошибкой («Мухамор»)[15].
- «АСТ» совместно с издательством «Харвест» выпустило (2004, 2006) «Волшебника изумрудного города» Волкова под видом перевода оригинального «Волшебника из страны Оз» Баума без указания переводчика и каких-либо комментариев[источник не указан 4654 дня].
- В 2006 году совместно с «Белорусским домом печати» издательство «АСТ» выпустило брошюры «SMS для девочек» и «SMS для мальчиков». В сборниках содержались короткие стишки для отправки по SMS, в том числе на темы секса, алкоголя и употребления легких наркотиков[16]. В магазинах сборники продавались в детских отделах. Ирина Сухова, директор книжного магазина «Буква», принадлежащего «АСТ», прокомментировала ситуацию следующим образом[источник не указан 4654 дня]:

Такой инцидент действительно произошел у нас в магазине. Хочу отметить, что в этих книгах напечатаны стихи, в содержании которых я не усматриваю ничего, что могло бы вызвать столь бурную реакцию покупательницы.
- В 2009 году писатель Виктор Суворов в открытом письме обвинил издательство «АСТ» в клевете. Так, в «сведениях об авторе» книг Суворова утверждалось, что он будто бы «был завербован британской разведкой МИ-6» по собственной инициативе и «активно с ними сотрудничал»[17].
- АСТ известно своими некачественными переводами, нуждающимися в редактуре и корректуре: на 2011 год у «АСТ» — четыре антипремии «Абзац» за «худший перевод»[18]. В романе «Террорист» Джона Апдайка (2009) слово firewall (межсетевой экран, «файрволл») переведено как «теплозащитный кожух двигателя»[источник не указан 4654 дня]. В Большой энциклопедии живописи (том «Лувр», 2008) слово ebony (эбеновое дерево) переведено как «эбонит»[источник не указан 4654 дня]. При издании серии «Меч Истины» были использованы несинхронизированные переводы разных переводчиков, а во второй и шестой частях были вырезаны куски. В путеводителе по Литве Гордона Маклахэна (2010) перепутаны обозначения мужских и женских общественных туалетов; шведский стол назван «скандинавским буфетом», а Иоанн Креститель — «Иоанном Баптистом»[источник не указан 4654 дня].
- Поглавный разбор книг Сюзан Коллинз из серии «Голодные игры» (как самой трилогии, так и приквела «Баллада о змеях и певчих птицах») показал наличие большого количества лингвистических, фактических, смысловых ошибок перевода практически в каждой из 111 глав и двух эпилогов. Нередко встречались ошибки, вызванные либо спешкой, либо усталостью, либо ленью переводчиков: неверно читались слова в оригинале, что меняло смысл перевода; пренебрегались лексические обороты языка оригинала; выбирались простые, очевидные решения перевода; изменялись условия на противоположные; изменялись имена (тем самым искажая описываемые события и ожидаемые впечатления). Увы, само имя автора (самое первое слово в книге) в переводе напечатано неверно («Сьюзен» вместо корректного «Сюзан»). Разбор романов Сюзан Коллинз из серии «Gregor the Overlander» не представился возможным: в наугад выбранной главе из наугад выбранной книги пятитомника отсутствовали целые фрагменты главы, текст был попросту пересказан, а строки второстепенных персонажей, участвующих в диалоге, были отданы главным, чуть ли не вдвое уменьшая количество беседующих лиц.[источник не указан 275 дней]
- Газета.Ru назвала серию «Лавка чудес» (2011) лженаучной. Научно-популярные книги для детей содержат массу фактических ошибок и «скорее постулируют мифологическую природу физических явлений, а учителя превращают в факира и мага»[19].
- В аннотации на задней стороне обложки романа «Два капитана» Вениамина Каверина (М.: АСТ, 2014) в числе книг, якобы принадлежащих перу этого автора, указана повесть «Великое противостояние» Льва Кассиля.
- АСТ — обладатель 16 антипремий «Абзац»[20][21][22]:
  - «Полный абзац» (2007, 2008, 2011, 2012, 2013, 2014, 2015);
  - «Худшая корректура» (2008, 2009);
  - «Худшая редактура» (2007, 2008);
  - «Худший перевод» (2005, 2008, 2010, 2014);
  - «Почётная безграмота» (2014).